# Quassolo
Quassolo is een gemeente in de Italiaanse provincie Turijn (regio Piëmont) en telt 372 inwoners (31-12-2004). De oppervlakte bedraagt 3,9 km², de bevolkingsdichtheid is 95 inwoners per km².

## Demografie
Quassolo telt ongeveer 170 huishoudens. Het aantal inwoners daalde in de periode 1991-2001 met 0,7% volgens cijfers uit de tienjaarlijkse volkstellingen van ISTAT.
| Jaar | Inwoneraantal |
| ---- | ------------- |
| 1991 | 406           |
| 2001 | 403           |

## Geografie
Quassolo grenst aan de volgende gemeenten: Settimo Vittone, Tavagnasco, Brosso, Borgofranco d'Ivrea.
1. ↑  https://demo.istat.it/?l=it.